# 马大维
马大维（1934年-），社会运动人士，中国民主运动人士，前美国中央情报局雇员，中华人民共和国间谍，双面间谍。

## 经历
马大维1934年出生中华民国上海市，1950年举家移民香港，1957年马大维移民美国夏威夷。马大维自称大学毕业后进入美国国务院工作，1970至1983年间先后被派驻缅甸、东京、香港的美国领事馆；1982年辞职，其后在美国洛杉矶成立“美亚法律事务所”，专门经营华人移民美国的业务。马大维于1989年后加入中华人民共和国民主运动组织“民主中国阵线”并先后担任过副主席及监事会主席，1998年参与组建“中国民主运动海外联席会议”，并担任外交工作委员会主任，曾与会议主席魏京生一同外访。

## 间谍疑云
2019年马玉清间谍案中，美国当局在马玉清的控罪书指，他与一名和他有血缘关系的亲属串谋犯案，并在控罪书中称该人为“同谋1号（co-conspirator #1），“同谋1号”年长马玉清20岁，于1967年至1983年间于中央情报局工作，2001年开始为中华人民共和国国安部提供情报。媒体称根据美国联邦调查局公布的资料“同谋1号"与马大维的经历高度吻合。